# 机动战士GUNDAM 基连暗杀计划
《機動戰士GUNDAM 基連暗殺計劃》（日语：機動戦士ガンダム ギレン暗殺計画）是以機動戰士GUNDAM中的一年戰爭末期，以吉翁公國總帥基連·扎比為目標的暗殺計劃為題材的已完結漫畫。從2007年在角川書店的漫畫雜誌《GUNDAM ACE》上連載（2007年10月號至2010年3月號）。單行本共四卷完結（出版：角川書店）。中文授權本由台灣角川出版。

## 簡介
本作是以一年戰爭後進駐吉翁公國本土的聯邦軍調查員所發現的機密資料,以及記錄影像等方式所重構的紀錄片方式進行敘述的。描述了在终战前已经显露败迹的吉翁本国的情况，以及与这一阴谋有关连的吉翁公国高层的故事。

## 故事
宇宙世紀0079年12月，正在Side3追查發生的以炸彈攻擊暗殺要人的吉翁國家公安部搜查官利奧波德·菲施勒，從其在總帥府任職的童年玩伴艾莉絲·安·芬尼坎手中得到了一片記憶卡，其中有相關事件的詳細資料，在這些暗殺要人名單中最後出現了吉翁公國總帥基連·扎比的名字。

## 登場人物
利奧波德·菲施勒

主人公，吉翁公國國家公安部1課所屬搜查官。祖父為吉翁尼克公司的創始人。
震撼吉翁公國的連續爆破恐怖事件專任搜查官。
戰後成為吉翁共和國眾議院議員。
艾莉絲·安·芬尼坎

於總帥府任職的菁英軍官，塞西莉亞的部下。是利奧波德的童年友人。
戰後協助利奧波德的祖父逃亡吉翁國外，不久後歸國，並擔任已經成為議員的利奧波德秘書。
蘭斯·加菲德

吉翁公國軍中校，也是利奧波德的教官，在MS適應性測試中給了利奧波德不合格的評價。
原先為MS駕駛員，在敖德薩戰役中因負傷而調離前線，轉任Side3首都防衛大隊，現職務為首都防衛第一中隊長。
是以暗殺總帥為目標的組織『女武神』的一員。
亨利·史雷瑟

吉翁公國軍准將。首都防衛大隊司令。
原先為地球聯邦軍駐Side3的軍官，受吉翁·戴昆思想影響加入吉翁國防軍。
『女武神』中的代號為海芙約特。
終戰時被吉翁臨時政府判處死刑，後吉翁共和國政府特赦為終身監禁後情況不明。
大衛·席勒

故事發生前一年擔任總帥暗殺未遂事件的負責搜查官，後失踪。
尚·馬里·索克拉提斯

吉翁公國國家公安部的搜查官，利奧波德的同事。
萊傑·馮·穆爾

吉翁公國軍上尉。隸屬首都防衛大隊，派往總帥府進行聯絡。
是艾莉絲所撿到的記憶卡的主人。表面上是總帥府在首都防衛大隊安插的間諜，實際上是雙面間諜，對總帥府提供錯誤情報。在首都防衛大隊起事後說出真相，被親衛隊參謀長射殺。
馬里奧·安提尼斯克

前吉翁尼克公司科學家。『女武神』中的代號為格恩達爾。在自家被殺害後，所有個人資料均遭刪除。
基連·薩比

吉翁公國總帥，『女武神』的暗殺目標。
塞西莉雅·艾林

艾莉絲的上司，基連的秘書。
戰後被引渡至聯邦。
達西亞·巴哈羅

吉翁公國首相。在公王迪金·薩比的授意下前往月球與聯邦議和，最終成功和談與取得共和國自治權。
羅德雷克·哈密爾頓

吉翁公國軍少將，首都防衛師團長。
霍特·菲施勒

利奧波德的祖父。吉翁尼克公司創始人之一，Side3獨立的11名功臣之一。現在在休閒度假殖民衛星隱居中。

### 基連親衛隊
菲利斯·史特林

來自培森的少年駕駛員，軍銜為少尉。與扎比家有血緣關係。加里波第α的駕駛員。
戰後在利奧波德的幫助下離開Side3，並與其部下蓋烏斯和凡妮莎成為阿納海姆電子的測試駕駛員，後加入聯邦軍。
蓋烏斯·塞莫拉

菲利斯的部下。力克·大魔的駕駛員。
凡妮莎·巴米利恩

菲利斯的部下。力克·大魔的駕駛員。

## 用語介紹
女武神

以暗殺基連總帥為目標的秘密組織。通過網絡進行定期會議。領導人為“瑞吉蕾芙”。
瑞吉蕾芙的真實身份是總帥府。女武神成員在其召集的會面中被消滅。

瑞吉蕾芙

為了統率女武神組織所建立的一個身份。
起初用於進行吉翁公國的黑暗面工作，在吉翁公國建國期間利奧波德的祖父曾使用過這一身份。
UC0079年後轉移至總帥府的管理下，被塞西莉雅·艾林用於掃除反基連派勢力。

## 登場機體
Side3首都防衛大隊
- MS-06FZ 扎古II 改
- MS-07B-3 老虎特装型
- 馬杰拉坦克

基連親衛隊
- MS-17 蓋爾巴迪α
- MS-09R 力克·大魔
- MS-12 吉鋼

## 單行本
日文版
- 第1巻　2008年2月26日發行　ISBN 978-4-04-715028-7
- 第2巻　2008年12月26日發行　ISBN 978-4-04-715160-4
- 第3巻　2009年7月25日發行　ISBN 978-4-04-715264-9
- 第4巻　2010年3月26日發行　ISBN 978-4-04-715413-1